# Carnegie Medal
Carnegie Medal i litteratur blev oprettet i 1936 i Storbritannien til ære for Andrew Carnegie. Den gives til forfattere af børne- og ungdomsbøger, der har gjort sig særligt bemærkede. Bogen skal være skrevet på engelsk og være udgivet samme år. Carnegie Medal's dommerpanel består af 13 udvalgte børnebibliotekarer fra CILIP. Prisen svarer til den amerikanske Newbery Medal.

## Modtagere af prisen
| År                                                                                                  | Forfatter                                                       | Titel                                                           | Forlag                                                          | Ref.         |
| --------------------------------------------------------------------------------------------------- | --------------------------------------------------------------- | --------------------------------------------------------------- | --------------------------------------------------------------- | ------------ |
| 1936                                                                                                | Arthur Ransome                                                  | Pigeon Post                                                     | Jonathan Cape                                                   |              |
| 1937                                                                                                | Eve Garnett                                                     | The Family from One End Street                                  | Frederick Muller                                                | [ 3 ]        |
| 1938                                                                                                | Noel Streatfeild                                                | The Circus Is Coming                                            | J. M. Dent                                                      |              |
| 1939                                                                                                | Eleanor Doorly                                                  | The Radium Woman                                                | Heinemann                                                       |              |
| 1940                                                                                                | Kitty Barne                                                     | Visitors from London                                            | J. M. Dent                                                      |              |
| 1941                                                                                                | Mary Treadgold                                                  | We Couldn't Leave Dinah                                         | Jonathan Cape                                                   |              |
| 1942                                                                                                | BB                                                              | The Little Grey Men                                             | Eyre & Spottiswoode                                             | [ 3 ]        |
| 1943                                                                                                | —Prisen blev ikke uddelt, da ingen bog blev vurderet som egnet  | —Prisen blev ikke uddelt, da ingen bog blev vurderet som egnet  | —Prisen blev ikke uddelt, da ingen bog blev vurderet som egnet  |              |
| 1944                                                                                                | Eric Linklater                                                  | The Wind on the Moon                                            | Macmillan                                                       |              |
| 1945                                                                                                | —Prisen blev ikke uddelt, da ingen bog blev vurderet som egnet  | —Prisen blev ikke uddelt, da ingen bog blev vurderet som egnet  | —Prisen blev ikke uddelt, da ingen bog blev vurderet som egnet  |              |
| 1946                                                                                                | Elizabeth Goudge                                                | The Little White Horse                                          | University of London                                            | [ 3 ]        |
| 1947                                                                                                | Walter de la Mare                                               | Collected Stories for Children                                  | Faber                                                           |              |
| 1948                                                                                                | Richard Armstrong                                               | Sea Change                                                      | J. M. Dent                                                      |              |
| 1949                                                                                                | Agnes Allen illus. Agnes og Jack Allen                          | The Story of Your Home                                          |                                                                 |              |
| 1950                                                                                                | Elfrida Vipont                                                  | The Lark on the Wing                                            | Oxford University Press                                         |              |
| 1951                                                                                                | Cynthia Harnett illus. af forfatteren                           | The Wool-Pack                                                   | Methuen                                                         |              |
| 1952                                                                                                | Mary Norton                                                     | The Borrowers                                                   | J. M. Dent                                                      | [ 3 ]        |
| 1953                                                                                                | Edward Osmond illus. by the author                              | A Valley Grows Up                                               | Oxford University Press                                         |              |
| 1954                                                                                                | Ronald Welch (Felton Ronald Oliver)                             | Knight Crusader                                                 | Oxford University Press                                         |              |
| 1955                                                                                                | Eleanor Farjeon                                                 | The Little Bookroom                                             | Oxford University Press                                         |              |
| 1956                                                                                                | C. S. Lewis                                                     | The Last Battle                                                 | The Bodley Head                                                 | [ 3 ]        |
| 1957                                                                                                | William Mayne                                                   | A Grass Rope                                                    | Oxford University Press                                         |              |
| 1958                                                                                                | Philippa Pearce                                                 | Tom's Midnight Garden                                           | Oxford University Press                                         | [ 3 ]        |
| 1959                                                                                                | Rosemary Sutcliff                                               | The Lantern Bearers                                             | Oxford University Press                                         | [ 3 ]        |
| 1960                                                                                                | Ian Wolfran Cornwall illus. Marjorie Maitland Howard            | The Making of Man                                               | Phoenix House                                                   |              |
| 1961                                                                                                | Lucy M. Boston                                                  | A Stranger at Green Knowe                                       | Faber                                                           | [ 3 ]        |
| 1962                                                                                                | Pauline Clarke                                                  | The Twelve and the Genii                                        | Faber                                                           |              |
| 1963                                                                                                | Hester Burton                                                   | Time of Trial                                                   | Oxford University Press                                         |              |
| 1964                                                                                                | Sheena Porter                                                   | Nordy Bank                                                      | Oxford University Press                                         |              |
| 1965                                                                                                | Philip Turner                                                   | The Grange at High Force                                        | Oxford University Press                                         |              |
| 1966                                                                                                | — Prisen blev ikke uddelt, da ingen bog blev vurderet som egnet | — Prisen blev ikke uddelt, da ingen bog blev vurderet som egnet | — Prisen blev ikke uddelt, da ingen bog blev vurderet som egnet |              |
| 1967                                                                                                | Alan Garner                                                     | The Owl Service                                                 | Collins                                                         | [ 3 ]        |
| 1968                                                                                                | Rosemary Harris                                                 | The Moon in the Cloud                                           | Faber                                                           |              |
| 1969                                                                                                | K. M. Peyton                                                    | The Edge of the Cloud                                           | Oxford University Press                                         | [ 3 ]        |
| 1970                                                                                                | Leon Garfield og Edward Blishen illustreret af Charles Keeping  | The God Beneath the Sea                                         | Longman                                                         |              |
| 1971                                                                                                | Ivan Southall                                                   | Josh                                                            | Angus & Robertson                                               |              |
| 1972                                                                                                | Richard Adams                                                   | Watership Down                                                  | Rex Collings                                                    | [ 3 ]        |
| 1973                                                                                                | Penelope Lively                                                 | The Ghost of Thomas Kempe                                       | Heinemann                                                       |              |
| 1974                                                                                                | Mollie Hunter                                                   | The Stronghold                                                  | Hamish Hamilton                                                 |              |
| 1975                                                                                                | Robert Westall                                                  | The Machine Gunners                                             | Macmillan                                                       |              |
| 1976                                                                                                | Jan Mark                                                        | Thunder and Lightnings                                          | Kestrel                                                         | [ 3 ]        |
| 1977                                                                                                | Gene Kemp                                                       | The Turbulent Term of Tyke Tiler                                | Faber                                                           | [ 3 ]        |
| 1978                                                                                                | David Rees                                                      | The Exeter Blitz                                                | Hamish Hamilton                                                 |              |
| 1979                                                                                                | Peter Dickinson                                                 | Tulku                                                           | Gollancz                                                        | [ 3 ]        |
| 1980                                                                                                | Peter Dickinson illus. Michael Foreman                          | City of Gold and other stories from the Old Testament           | Gollancz                                                        |              |
| 1981                                                                                                | Robert Westall                                                  | The Scarecrows                                                  | Chatto & Windus                                                 |              |
| 1982                                                                                                | Margaret Mahy                                                   | The Haunting                                                    | J. M. Dent                                                      | [ 3 ]        |
| 1983                                                                                                | Jan Mark                                                        | Handles                                                         | Kestrel                                                         |              |
| 1984                                                                                                | Margaret Mahy                                                   | The Changeover                                                  | J. M. Dent                                                      |              |
| 1985                                                                                                | Kevin Crossley-Holland illus. Alan Marks                        | Storm                                                           | Heinemann                                                       | [ 3 ]        |
| 1986                                                                                                | Berlie Doherty                                                  | Granny Was a Buffer Girl                                        | Methuen                                                         | [ 3 ]        |
| 1987                                                                                                | Susan Price                                                     | The Ghost Drum                                                  | Faber                                                           |              |
| 1988                                                                                                | Geraldine McCaughrean                                           | A Pack of Lies                                                  | Oxford University Press                                         | [ 3 ]        |
| 1989                                                                                                | Anne Fine                                                       | Goggle-Eyes                                                     | Hamish Hamilton                                                 | [ 3 ]        |
| 1990                                                                                                | Gillian Cross                                                   | Wolf                                                            | Oxford University Press                                         | [ 3 ]        |
| 1991                                                                                                | Berlie Doherty                                                  | Dear Nobody                                                     | Hamish Hamilton                                                 |              |
| 1992                                                                                                | Anne Fine                                                       | Flour Babies                                                    | Hamish Hamilton                                                 |              |
| 1993                                                                                                | Robert Swindells                                                | Stone Cold                                                      | Hamish Hamilton                                                 |              |
| 1994                                                                                                | Theresa Breslin                                                 | Whispers in the Graveyard                                       | Methuen                                                         | [ 4 ]        |
| 1995                                                                                                | Philip Pullman                                                  | Northern Lights                                                 | Scholastic                                                      | [ 3 ]        |
| 1996                                                                                                | Melvin Burgess                                                  | Junk                                                            | Andersen Press                                                  | [ 3 ]        |
| 1997                                                                                                | Tim Bowler                                                      | River Boy                                                       | Oxford University Press                                         |              |
| 1998                                                                                                | David Almond illus. Adam Fisher                                 | Skellig                                                         | Hodder & Stoughton                                              | [ 3 ]        |
| 1999                                                                                                | Aidan Chambers                                                  | Postcards from No Man's Land                                    | The Bodley Head                                                 |              |
| 2000                                                                                                | Beverley Naidoo                                                 | The Other Side of Truth                                         | Puffin                                                          | [ 3 ]        |
| 2001                                                                                                | Terry Pratchett                                                 | The Amazing Maurice and his Educated Rodents                    | Doubleday                                                       |              |
| 2002                                                                                                | Sharon Creech                                                   | Ruby Holler                                                     | Bloomsbury                                                      |              |
| 2003                                                                                                | Jennifer Donnelly                                               | A Gathering Light                                               | Bloomsbury                                                      |              |
| 2004                                                                                                | Frank Cottrell Boyce                                            | Millions                                                        | Macmillan                                                       | [ 3 ] [ 5 ]  |
| 2005                                                                                                | Mal Peet                                                        | Tamar                                                           | Walker Books                                                    | [ 3 ] [ 6 ]  |
| 2006 Før 2006 er det udgivelsesåret, der angives, efter 2006 er det prisuddelingsåret, der angives. |                                                                 |                                                                 |                                                                 |              |
| 2007                                                                                                | Meg Rosoff                                                      | Just in Case                                                    | Penguin                                                         | [ 3 ]        |
| 2008                                                                                                | Philip Reeve                                                    | Here Lies Arthur                                                | Scholastic                                                      | [ 3 ]        |
| 2009                                                                                                | Siobhan Dowd                                                    | Bog Child                                                       | David Fickling                                                  | [ 3 ] [ 7 ]  |
| 2010                                                                                                | Neil Gaiman to illustratorer                                    | The Graveyard Book                                              | Bloomsbury                                                      | [ 3 ] [ 8 ]  |
| 2011                                                                                                | Patrick Ness                                                    | Monsters of Men                                                 | Walker Books                                                    | [ 3 ] [ 9 ]  |
| 2012                                                                                                | Patrick Ness illustreret af Jim Kay                             | A Monster Calls                                                 | Walker Books                                                    | [ 3 ] [ 10 ] |
| 2013                                                                                                | Sally Gardner                                                   | Maggot Moon                                                     | Hot Key Books                                                   | [ 3 ] [ 11 ] |
| 2014                                                                                                | Kevin Brooks                                                    | The Bunker Diary                                                | Penguin Books                                                   | [ 3 ] [ 12 ] |
| 2015                                                                                                | Tanya Landman                                                   | Buffalo Soldier                                                 | Walker Books                                                    | [ 3 ] [ 13 ] |
| 2016                                                                                                | Sarah Crossan                                                   | One                                                             | Bloomsbury Children's                                           | [ 14 ]       |
| 2017                                                                                                | Ruta Sepetys                                                    | Salt to the Sea                                                 | Penguin Books                                                   |              |
| 2018                                                                                                | Geraldine McCaughrean illustreret af Jane Milloy                | Where the World Ends                                            | Usborne Publishing                                              |              |
| 2019                                                                                                | Elizabeth Acevedo                                               | The Poet X                                                      | HarperTeen                                                      | [ 15 ]       |
| 2020                                                                                                | Anthony McGowan                                                 | Lark                                                            | Barrington Stoke                                                |              |
| 2021                                                                                                | Jason Reynolds                                                  | Look Both Ways                                                  | Knights Of                                                      | [ 16 ]       |
| 2022                                                                                                | Katya Balen                                                     | October, October                                                | Bloomsbury                                                      | [ 17 ]       |
| 2023                                                                                                | Manon Steffan Ros                                               | The Blue Book of Nebo                                           | Firefly Press                                                   |              |
| 2024                                                                                                | Joseph Coelho                                                   | The Boy Lost in the Maze                                        | Otter-Barry Books                                               | [ 18 ]       |

## Nominerede til prisen
Denne liste er ufuldstændig; hjælp gerne med at udfylde den.
I 2012 blev Ruta Sepetys nomineret til Carnegie Medal for Between Shades of Grey (Puffin),